# La Magnifique Society

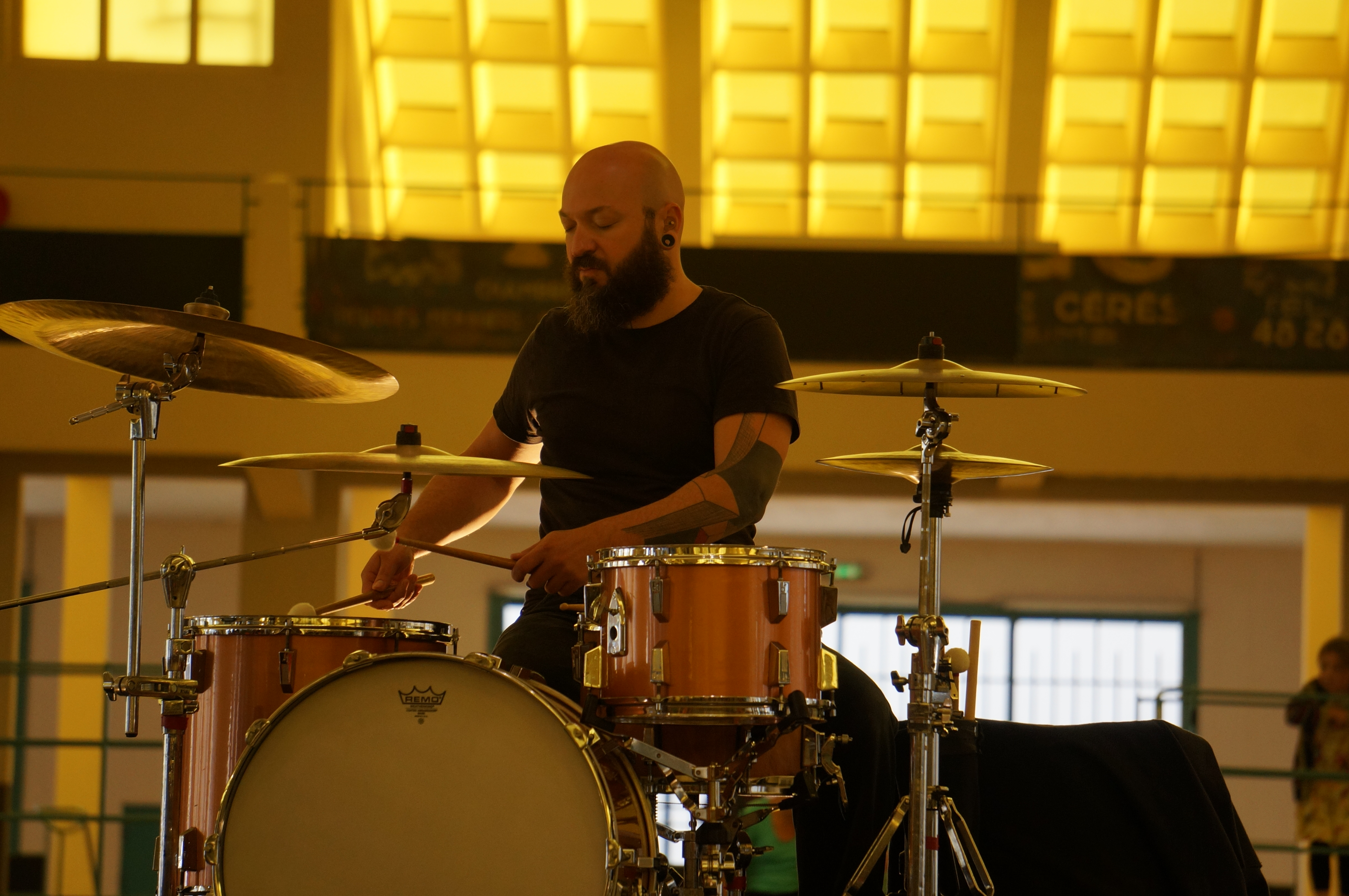
Jason Van Gulick aux Halles Boulingrin pour l'ouverture de 2014.

La Magnifique Society est un festival de musique ayant eu lieu chaque année au début de l'été à Reims de 2017 à 2023.
Il succède et remplace Elektricity, festival de musique électronique, ayant eu lieu chaque année pendant la dernière semaine de septembre à Reims. Créé en 2003 par l'artiste Yuksek, sa programmation était axée sur la recherche et la valorisation des nouveaux talents de la scène française et internationale.
Le festival « La Magnifique Society » a été co-fondé par Césaré (Centre de Création des musiques contemporaines) et par la REMCA (Régie des Équipements Musiques et Cultures Actuelles) en 2017.
Pour sa première édition en 2017, le festival a attiré 12 000 personnes sur trois jours. La deuxième édition du festival a accueilli plus de 20 000 personnes.
L'édition 2020 de La Magnifique Society a été annulée à cause de l'épidémie de Coronavirus.
En 2022, le festival attire 26 000 spectateurs. 
Le festival étant en difficulté économiquement, la dernière édition a lieu en 2023 avec 23 000 spectateurs.

## Lieux des lives et concerts
Le festival Elektricity se déroulait sur environ sept jours sur plusieurs endroits de la ville de Reims :
- La Cartonnerie : centre de musiques et cultures actuelles, il s'agit du principal lieu des concerts.
- Centre Culturel Saint Exupéry : centre culturel généraliste.
- Le Palais du Tau : musée.
- L'Appart Café : bar-café.
- Le Parvis de la Cathédrale Notre-Dame de Reims.

#### 2014

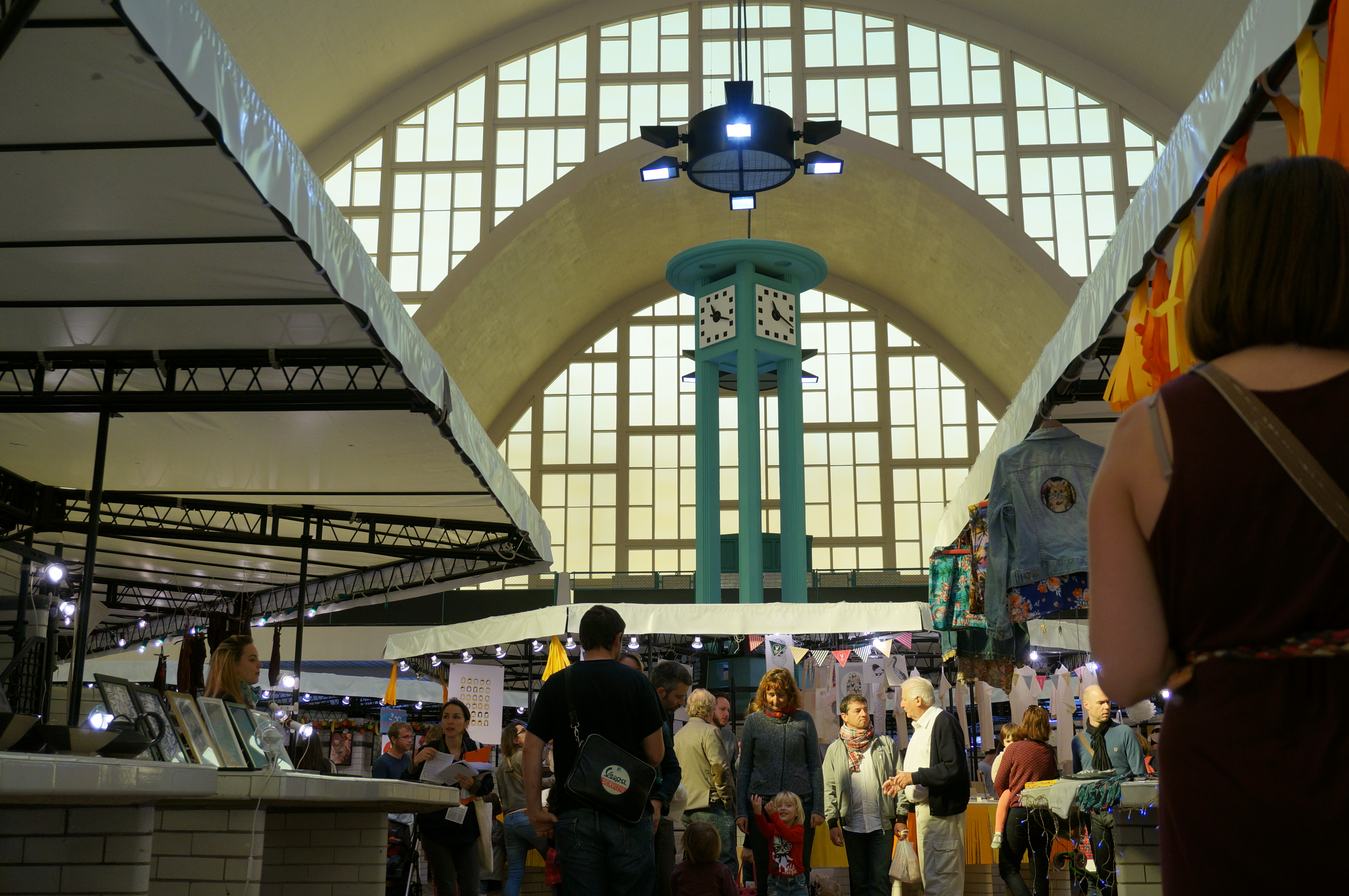
Le Sunday Market.

## Programmation

### Années 2020

#### 2021
Vendredi 25 juin : Pomme, Hervé, Yuksek, Folamour, Chilla, Lala &Ce, Leys, San-Nom
Samedi 26 juin : Philippe Katerine, Sébastien Tellier, 47Ter, Vladimir Cauchemar, Last Train, Serpent, Johan Papaconstantino, Soso Maness, Chester Remington
Dimanche 27 juin : Catherine Ringer chante les Rita Mitsouko, Seu Jorge & Rogé, Yseult, Gystere, Victor Solf, Tsew the Kid, Crystal Murray, Temple Kid

#### 2022
Programmation complète :

AG Club, Aime Simone, BadBadNotGood, Benjamin Epps, Black Eyed Peas, Black Pumas, Bonne nuit à demain, Brisebard, Catastrophe, Clara Luciani, Courtney Barnett, Emma-Jean Thackray (en), Fishbach, Genesis Owusu (en), Herbie Hancock, House Gospel Choir (en), Josman, Juliette Armanet, La Forge, Laylow, Lune, Mad Foxes, Moonshiners, Myd, Noto, Peach Tree Rascals (en), Pip Millett (en), PNL, Remi Wolf, Rouge Congo, Sen Senra, The Smile, Yuksek Dance'O'Drome

#### 2023
Programmation :

Angèle, Phoenix, Aya Nakamura, Louise Attaque, Rema, Sofiane Pamart, EarthGang, Kekra, Domi et JD Beck, Ekkstacy (en), Vacra, Japanese Breakfast, Yendry (en), Favé, Bertrand Belin, Agar Agar, Jehnny Beth, Meryl, Zaho de Sagazan, Prince Waly, 79rs Gang, Yuksek Dance'O'Drome x Marina Trench & Hugo LX, Kabeaushé, Marguerite Thiam, Lova Lova, RAUMM, La Forge, Tekass, Fluorɇsun, Leo Blomov, Moonshiners, Croustibass, Bonne nuit à demain !